# Vernon Sturdee
O tenente-general Sir Vernon Ashton Hobart Sturdee, KBE, CB, DSO (16 de abril de 1890 - 25 de maio de 1966) foi um comandante do Exército australiano que serviu dois mandatos como chefe do Estado-Maior. Oficial regular dos Royal Australian Engineers que se juntou à Milícia em 1908, ele foi um dos Anzacs originais durante a Primeira Guerra Mundial, participando do desembarque em Gallipoli em 25 de abril de 1915. Na campanha que se seguiu, ele comandou o 5º Campo Company, antes de passar a liderar a 8ª Companhia de Campo e o 4º Batalhão de Pioneiros na Frente Ocidental. Em 1918, ele foi destacado para o Quartel-General (GHQ) da Força Expedicionária Britânica como oficial de estado-maior.
Sturdee juntou-se à Força Imperial Australiana (AIF) em 25 de agosto de 1914 com o posto de tenente. Ele foi promovido a capitão em 18 de outubro, e nomeado ajudante da 1ª Divisão de Engenheiros. Ele embarcou de Melbourne para o Egito no antigo transatlântico P&O RMS Orvieto em 21 de outubro de 1914. Ele participou do desembarque em Anzac Cove em 25 de abril de 1915, desembarcando do transporte SS Minewaska antes das 9h. Suas funções incluíam a supervisão do parque de lojas de engenharia na praia de Anzac Cove, bem como a construção de granadas de estanho. Ele foi evacuado duas vezes para tratamento hospitalar por febre entérica e por sérios danos ao revestimento do estômago de queimaduras internas como resultado de muito desinfetante "Cristais de Condy" sendo colocado na água potável. Como resultado, ele sofreria problemas estomacais pelo resto de sua vida. Em julho, Sturdee contraiu gripe e foi evacuado de Anzac Cove.